# Кокошкин, Сергей Александрович
Сергей Александрович Кокошкин (род. 1795 или 1796 — ум. 1861, Санкт-Петербург) — генерал от инфантерии, санкт-петербургский обер-полицмейстер, последний малороссийский генерал-губернатор.

## Биография
Родился в 1796 (по другим данным — 1795) г. Сын Александра Фёдоровича Кокошкина (ум. 1825) от брака его с Екатериной Алексеевной Турчаниновой, дочерью и наследницей горнозаводчика А. Ф. Турчанинова. Его сестра Варвара была женой влиятельного графа П. А. Клейнмихеля, что помогало Кокошкину делать карьеру.
Сперва был определён на службу в Коллегию иностранную дел (см. архивные юноши). В 1811 поступил портупей-прапорщиком в лейб-гвардии Преображенский полк. Участник Отечественной войны 1812 г. За проявленное мужество особо отличившегося в Бородинском сражении семнадцатилетнего юношу 24 декабря 1812 г. произвели в прапорщики. Затем в составе тяжелой пехоты принимал участие в сражениях при Лютцене, Бауцене, Пирне, под Кульмом, Битве народов и при взятии Парижа. Был награждён среди прочего орденом Святого Георгия IV ст.
В 1820 г. пожалован в флигель-адъютанты, в 1823 — произведен в полковники. В 1825 был назначен начальником штаба при доставке из Таганрога в Санкт-Петербург гроба с телом императора Александра I. В 1828 — помощник начальника Главного штаба Его Императорского Величества по военным поселениям.
В 1830 Кокошкину было поручено принять меры по борьбе с эпидемией холеры в Саратовской, Пензенской, Астраханской губерниях и Области Войска Донского. За успешное выполнение этого поручения он был зачислен в свиту Николая I и получил чин сначала генерал-майора (30 сентября 1830), а потом генерал-адъютанта (1843).
С 1830 по 1847 служил Санкт-Петербургским обер-полицмейстером. Несмотря на многочисленные обвинения во взяточничестве, благодаря своим заслугам, дворянскому происхождению и близости ко двору, Кокошкин пользовался абсолютным доверием Николая I.
С 30 апреля 1847 по 17 февраля 1856 г. занимал пост Малороссийского генерал-губернатора. С 1847 по 1855 год состоял также попечителем Харьковского учебного округа и Харьковского университета. Благодаря его усилиям были отремонтированы здания харьковского университета, перестроена университетская церковь и библиотека. По его инициативе было построено каменное здание для ветеринарного училища, позже института и академии, причем первый камень в строительство этого здания был заложен Николаем I. Благодаря его фанатичным усилиям и методам воплощения задуманного на грани деспотизма город Харьков стал приобретать правильные и ясные черты. Улицы и дома равнялись под линейку, жалкие бедняцкие жилища сносились одним махом. Современная прямолинейность в планировке Харькова — заслуга активной градостроительной деятельности Кокошкина. О находчивости и изобретательном уме С. А. Кокошкина свидетельствует исторический анекдот:

Государь Николай Павлович, будучи в Харькове, посетил местный музей. Его сопровождал харьковский генерал-губернатор Кокошкин, давая нужные объяснения. Внимание государя остановилось на чучеле громадного орла.
— Это что за птица? — спросил он.
— Орел, — отвечал Кокошкин.
— А почему он не двуглавый? — спросил, улыбаясь, государь.
— Потому что он родился не в России, Ваше Императорское Величество, — гаркнул, не смущаясь, Кокошкин.

Под его руководством здесь проводилось осушение болот, обустройство дорог, возвышение берегов реки Лопани и строительство Лопанского моста. По его приказу жители обязывались сажать вдоль тротуаров деревья, что значительно улучшило облик Харькова.

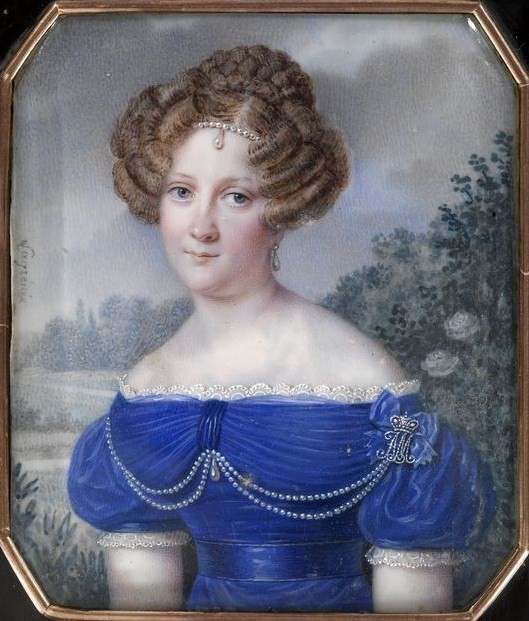
Софья Сергеевна, жена

В связи упразднением должности генерал-губернатора в феврале 1856 Кокошкин был переведен в Петербург и назначен сенатором. Тогда же был произведен в генералы от инфантерии.
Умер в результате несчастного случая. Оступившись на подмостках одного из строившихся зданий Петербурга, куда он забрался из любопытства и своей извечной страсти к строительным работам, упал и разбился насмерть. Похоронен в церкви Тихвинской Божьей Матери в с. Аннинское под Санкт-Петербургом.
Третья жена (с 1829 года) — княжна София Сергеевна Хованская (1810—1867), фрейлина двора (1827), дочь симбирского губернатора князя С. Н. Хованского; за заслуги мужа была пожалована в кавалерственные дамы ордена Св. Екатерины (малого креста) (01.10.1852) . Похоронена рядом с мужем в селе Аннинское.
Дочь — Варвара (31.05.1832—14.05.1836), крестница князя Никиты Ивановича Дондукова-Корсакова, умерла «от коликов», похоронена рядом с родителями. Сын — Сергей (22.08.1835— ?), крещен 10 сентября 1835 года в Сергиевском соборе при восприемстве князя Никиты Ивановича Дондукова-Корсакова и тетки В. А. Булдаковой.

## В художественной литературе
Кокошкин - один из персонажей рассказа Н.С.Лескова "Человек на часах (1839 г.)".

## Награды
- Орден Святой Анны 4 ст. (1813)[4]
- Орден Святого Станислава 2 ст. (1830)
- Орден Святой Анны 1 ст. (1831)
- Императорская корона к ордену Святой Анны 1 ст. (1832)
- Орден Святого Владимира 2 ст. (1834)
- Орден Святого Георгия 4 ст. за 25 лет службы (1838)
- Орден Белого Орла (1844)
- Орден Святого Александра Невского (1850)
- Алмазные знаки к Ордену Святого Александра Невского (1855)
- Знак отличия беспорочной службы за XL лет (1852)

Иностранные:
- прусский Железный крест (1813)
- шведский Орден Меча 3 ст. с алмазами (1830)
- прусский Орден Красного Орла 2 ст. (1842)